# Pierre de Nolhac
Pierre Girault de Nolhac (Ambert, 15 dicembre 1859 – Parigi, 31 gennaio 1936) è stato un filologo, storico dell'arte e poeta francese.

## Biografia
Autore del trattato Petrarca e l'umanesimo (1894), ebbe il merito di scoprire con attenti e meticolosissimi studi il manoscritto autografo del Canzoniere e quello del Bucolicum carmen.
Nel 1892 fu nominato conservatore del museo di Versailles.
Nel 1897 pubblicò uno studio sull'allora quasi sconosciuta figura di Fulvio Orsini; aderente al movimento Parnasse, fu direttore del museo Jacquemart-André dal 1920.
Solo nel 1922 divenne membro dell'Accademia di Francia, che fino a quel momento aveva trascurato la sua significativa opera.